# Launaea rarifolia
Launaea rarifolia là một loài thực vật có hoa trong họ Cúc. Loài này được (Oliv. & Hiern) Boulos mô tả khoa học đầu tiên năm 1962.